# Каменский (Нехаевский район)
Каменский — хутор в Нехаевском районе Волгоградской области России. Входит в состав Кругловского сельского поселения. Население 155 чел. (2010) .

## История
В соответствии с Законом Волгоградской области от 24 декабря 2004 года № 977-ОД «Об установлении границ и наделении статусом Нехаевского района и муниципальных образований в его составе», хутор вошёл в состав образованного Кругловского сельского поселения.

## География
Расположен в северо-западной части региона.
Уличная сеть состоит из пяти географических объектов: Полевой пер., Рабочий пер., Садовый пер., Школьный пер., ул. Центральная.
Абсолютная высота 172 метра над уровнем моря.

## Население
| 2010 |
| ---- |
| 155  |

Гендерный состав
По данным Всероссийской переписи населения 2010 года в гендерной структуре населения из 155 человек мужчин — 71, женщин — 84 (45,8 и 54,2 % соответственно).
Национальный состав
Согласно результатам переписи 2002 года, в национальной структуре населения
русские составляли 92 % от общей численности населения в 162 чел..

## Инфраструктура
Развитое сельское хозяйство. Личное подсобное хозяйство.

## Транспорт
Просёлочные дороги.